# Plasmogamie
Plasmogamie is de samensmelting van de mannelijke en de vrouwelijke cel tijdens de bevruchting. Hierna volgt meestal de karyogamie.
Het hele proces van versmelten van de twee gameten tot een zygote heet syngamie. Bij sommige schimmels volgt na de plasmogamie niet direct de karyogamie. Zo ontwikkelt zich bij de zakjeszwammen en Basidiomycota na de plasmogamie zich gedurende een deel van de levenscyclus een dikaryotisch mycelium (bij zakjeszwammen een dikaryotische schimmeldraad), waarbij elke cel twee kernen heeft. Als cellen zich delen moeten de beide kernen zich ook gesynchroniseerd delen.